# Challenger de Melbourne 2013
El Melbourne Challenger 2013 fue un torneo de tenis profesional que se jugó en pistas duras. Se trató de la 2ª edición del torneo que forma parte del ATP Challenger Tour 2013. No se disputó el torneo entre los años 2010 - 2012. Tuvo lugar en Melbourne, Australia entre el 21 y el 27 de octubre.

## Jugadores participantes del cuadro de individuales

### Cabezas de serie
| Favorito | País                      | Jugador         | Ranking1 | Posición en el torneo |
| -------- | ------------------------- | --------------- | -------- | --------------------- |
| 1        | Bandera de Australia      | Matthew Ebden   | 110      | CAMPEÓN               |
| 2        | Bandera de Francia        | Stéphane Robert | 118      | Primera ronda         |
| 3        | Bandera de Estados Unidos | Bradley Klahn   | 130      | Cuartos de final      |
| 4        | Bandera de Japón          | Yūichi Sugita   | 144      | Primera ronda         |
| 5        | Bandera de Australia      | James Duckworth | 147      | Semifinales           |
| 6        | Bandera de Japón          | Tatsuma Ito     | 171      | FINAL                 |
| 7        | Bandera de Australia      | Nick Kyrgios    | 180      | Primera ronda         |
| 8        | Bandera del Reino Unido   | James Ward      | 183      | Semifinales           |

- 1 Se ha tomado en cuenta el ranking del 14 de octubre de 2013.

### Otros participantes
Los siguientes jugadores ingresaron al cuadro principal invitados por la organización del torneo (WC):
- Thanasi Kokkinakis
- Luke Saville
- Jordan Thompson
- Andrew Whittington

Los siguientes jugadores ingresaron al cuadro principal tras participar en la fase clasificatoria (Q):
- Maverick Banes
- Blake Mott
- Kento Takeuchi
- James Lemke

## Campeones

### Individual Masculino
Challenger de Melbourne 2013 (individual masculino
- Matthew Ebden derrotó en la final a  Tatsuma Ito 6–3, 5–7, 6–3

### Dobles Masculino
Challenger de Melbourne 2013 (dobles masculino)
- Thanasi Kokkinakis /  Benjamin Mitchell derrotaron en la final a  Alex Bolt /  Andrew Whittington 6-3, 6-2